# Cubana
«Куба́на» (исп. Cubana de Aviación) — национальная авиакомпания Кубы.

## История
«Compañía Nacional Cubana de Aviación Curtiss S.A.» была основана 8 октября 1929 года. Она стала одной из первых коммерческих авиакомпаний в странах Латинской Америки.
В апреле 1945 года компания стала одним из соучредителей Международной ассоциации воздушного транспорта.
После победы Кубинской революции США ввели санкции против Кубы. С 10 октября 1960 года США установили полное эмбарго на поставки Кубе любых товаров (за исключением продуктов питания и медикаментов), что осложнило эксплуатацию и техническое обслуживание авиапарка.
Утром 15 апреля 1960 года, перед началом вторжения на Кубу подготовленной США «бригады 2506» два бомбардировщика B-26 (с опознавательными знаками ВВС Кубы) нанесли удар по аэропорту «Антонио Масео» в городе Сантьяго-де-Куба, сбросив 100-фунтовые авиабомбы производства США и обстреляв его из 12,7-мм пулемётов. В результате, на взлётно-посадочной полосе сгорел самолёт DC-3 авиакомпании «Cubana de Aviación».
В 1960-е-1980-е годы имело место сотрудничество Кубы с СССР и социалистическими государствами Восточной Европы, в этот период поступают самолёты советского производства.
В июле 2004 года внешнеторговое предприятие республики Куба «Авиаимпорт» заказало для авиакомпании «Cubana de Aviación» два широкофюзеляжных пассажирских самолёта Ил-96-300, которые были получены в 2005 году.
В августе 2008 года «Авиаимпорт» заказал для авиакомпании «Cubana de Aviación» второй грузовой самолёт средней дальности Ту-204СЕ.
В июле 2012 года «Авиаимпорт» заказал для авиакомпании «Cubana de Aviación» три самолёта Ан-158 (которые были поставлены в апреле, июле и августе 2013 года), а в августе 2013 года — ещё три Ан-158.
4 сентября 2013 года авиакомпания заключила трёхстороннее соглашение с украинскими компаниями ГП «Антонов» и «Мотор Сич», которое предусматривало модернизацию самолётов Ан-2 авиакомпании до уровня Ан-2-100 за счёт установки двигателя МС-14 производства «Мотор Сич», винта АВ-17 производства российской компании «Аэросила» и поставки запасных частей производства ГП «Антонов».
В 2014 году авиакомпания «Cubana de Aviación» через российскую лизинговую компанию ОАО «Ilyushin Finance Co.» приобрела в лизинг ещё два Ил-96-300 (RA-96008 постройки 1993 года и RA-96011 постройки 1994 года), ранее использовавшихся авиакомпанией «Аэрофлот — Российские авиалинии».
В период с 29 сентября по 8 декабря 2015 года на базе Авиационного учебно-методического центра ПАО «Туполев» была проведена обязательная периодическая тренировка пилотов кубинской авиакомпании Cubana de Aviacion. В рамках программы периодическую подготовку прошли 10 экипажей и инструкторский состав самолётов Ту-204Е/СЕ. Пилоты освоили выполнение полётов с использованием бортовой системы предупреждения столкновения самолётов в воздухе (TCAS) и системы предупреждения приближения земли (EGPWS) на программно-аппаратном комплексе интерактивной подготовки Ту-204/214. После прохождения курса тренировки по эксплуатации данных систем в учебном центре ПАО «Туполев» лётный состав Cubana de Aviacion продолжил тренировку на комплексном тренажёре самолёта Ту-204/214.

## Современное состояние
На сегодняшний день Cubana de Aviación — ведущая кубинская авиакомпания, которая осуществляет пассажирские, грузовые и почтовые перевозки. Представительства компании работают в 32 странах мира, а на самой Кубе открыты 13 офисов компании.

## Авиакатастрофы и инциденты
- Столкновение над Ки-Уэстом — 25 апреля 1951 года пассажирский самолёт Douglas DC-4, следовавший из Майами в Гавану, столкнулся с Beechcraft SNB-1 Kansan, принадлежащим Военно-морскому флоту США. В результате столкновения оба самолёта потеряли управление и рухнули в воду, при этом погибли 43 человека.

- Взрыв DC-8 над Барбадосом — 6 октября 1976 года лайнер, выполнявший перелёт из Барбадоса на Ямайку, был взорван. Погибли 73 человека.

- Катастрофа Ил-62 в Гаване — 3 сентября 1989 года рейс 9046 разбился сразу после взлёта из аэропорта им. Хосе Марти, рухнув на жилые дома. Погибли 150 человек.

- Катастрофа DC-10 в Гватемале — 21 декабря 1999 года при посадке в аэропорту Ла-Аурора рейс 1216 выкатился за пределы полосы. Погибли 18 человек[9].

- Катастрофа Як-42 под Валенсией — 25 декабря 1999 года рейс 310 врезался в гору близ Бейумы. Погибли 22 человека.

- Катастрофа Boeing 737 в Гаване — 18 мая 2018 года рейс 972 свалился через несколько минут после взлёта из аэропорта им. Хосе Марти. Из 113 человек на борту выжила лишь Майлен Диас Альмагер 19 лет.

## Воздушный флот
Воздушный флот компании состоит из 20 самолётов:
- 6 Ан-158
- 2 Ту-204-100E
- 1 Ту-204СЕ
- 5 Ил-96-300
- 4 Airbus A320-200
- 1 Airbus A319-100
- 1 ATR 42-500
- ATR 72-500

Ранее эксплуатировались самолёты:
- 4 Ан-26
- 10 Ан-24РВ
- 4 Ан-24Б
- 1 Як-40К
- 6 Як-42Д
- 3 Ту-154Б-2
- 2 Ил-62М
- 1 ATR 42-500
- Ту-134
- Bristol Britannia

## Карта полётов
Авиарейсы внутренние: Варадеро, Гавана, Кайо-Коко, Кайо-Ларго-дель-Сур, Сантьяго, Сенфуэгос.
Авиарейсы в страны СНГ: Москва.
Авиарейсы международные: Богота, Буэнос-Айрес, г. Гватемала, Канкун, Каракас, Лондон, Мадрид, Мехико, Монреаль, Нассау, Париж, Пуэнт-а-Питр, Сан-Хосе, Санто-Доминго, Торонто, Фор-де-Франс.

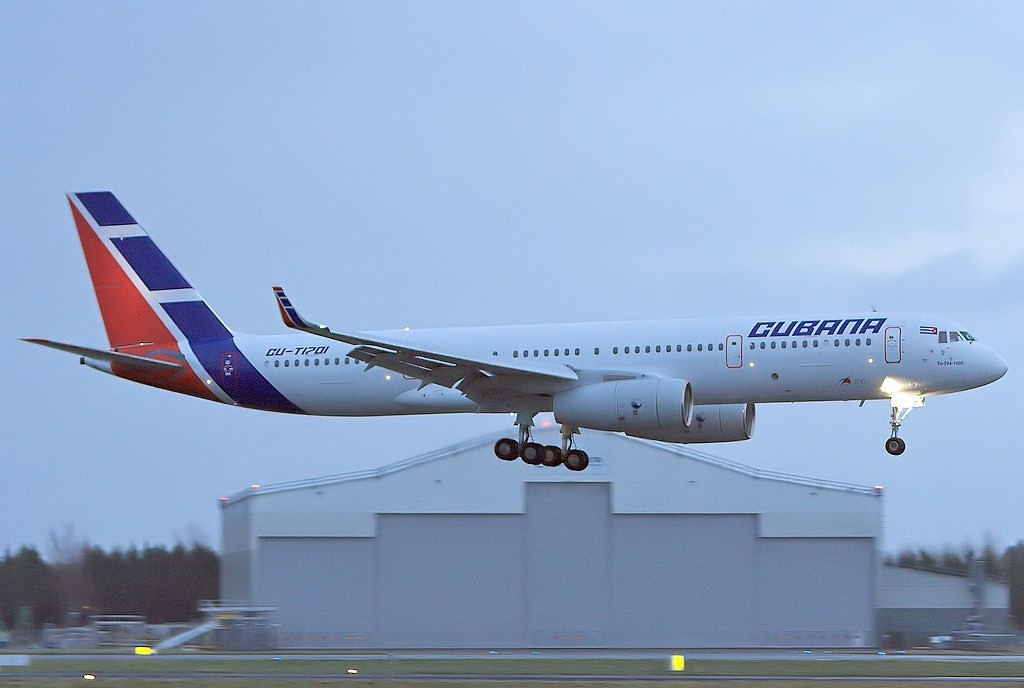
Ту-204-100Е авиакомпании Cubana
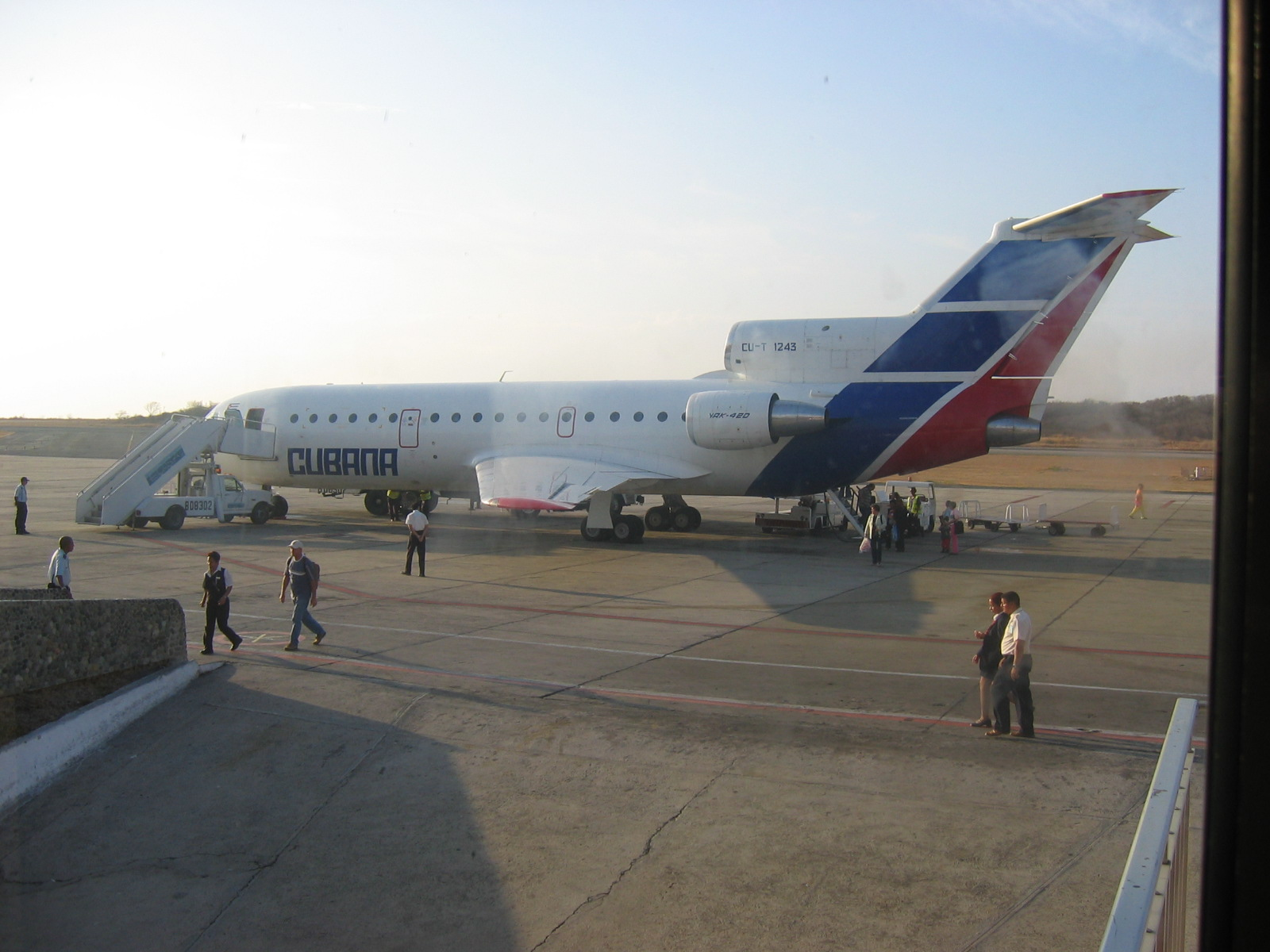
Як-42Д авиакомпании Cubana de Aviación
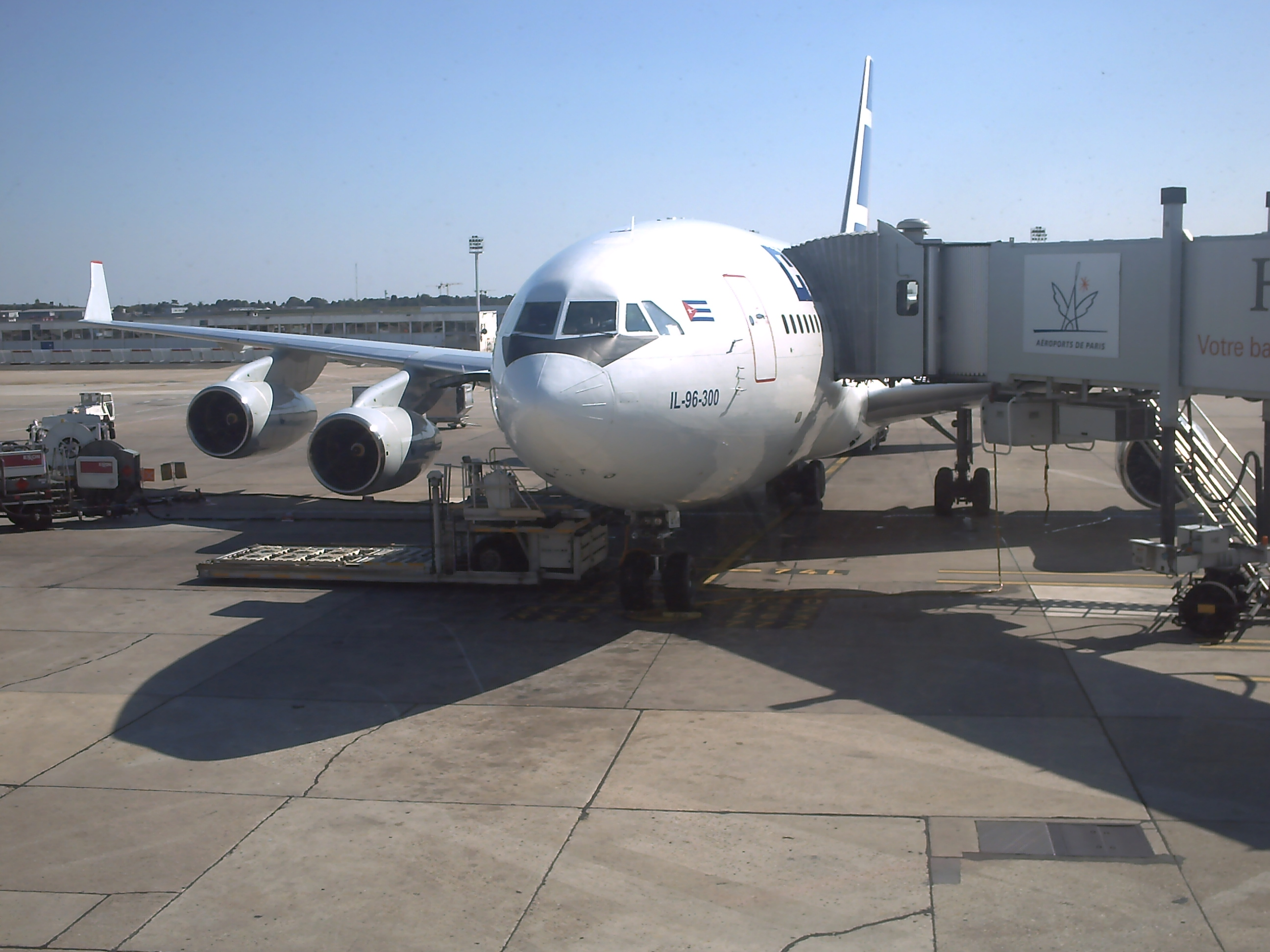
Ил-96-300 Cubana в аэропорту Париж-Орли
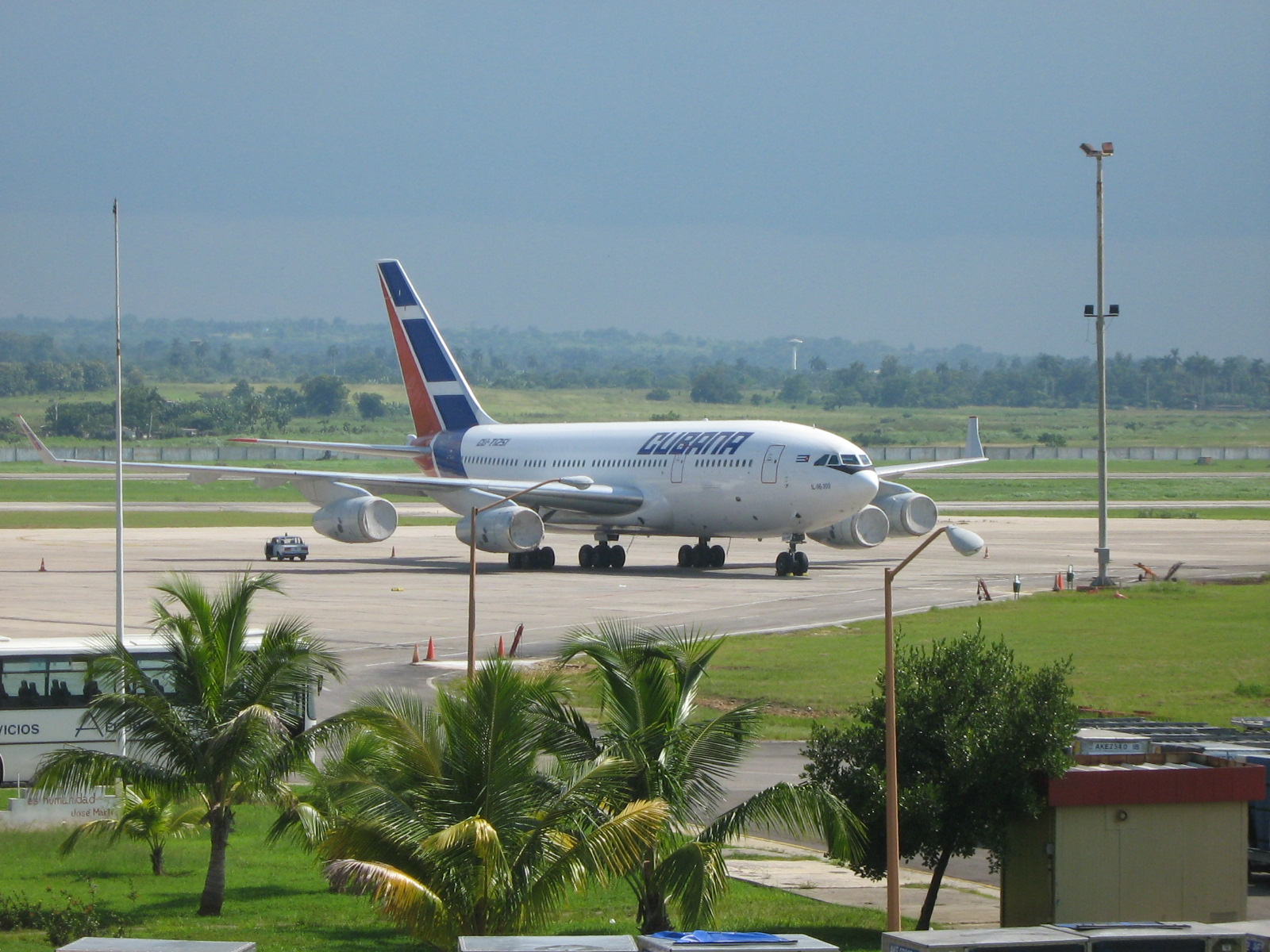
Ил-96-300 в аэропорту Гаваны

## Дополнительная информация
- В 1979 году в связи с 50-летним юбилеем авиакомпании на Кубе была выпущена серия почтовых марок «Cubana 1929—1979» с изображением самолётов, в разное время использовавшихся авиакомпанией.